# Sylvinho Blau-Blau
Sylvio Luiz do Rego Junior, mais conhecido como Sylvinho Blau-Blau (Rio de Janeiro, 23 de agosto de 1959), é um cantor, músico e compositor brasileiro.

## Carreira
Começou sua carreira integrando a banda Absyntho, que ficou famosa com a música Ursinho blau-blau e participou de uma série de programas de televisão e rádio. Outras canções, como Só a lua e Lobo, também estouraram nas paradas de sucesso, tinha ainda Balanço do Trem, canção que encerrava o programa da Xuxa. Teve um CD produzido por Lulu Santos e chegou a fazer apresentações em outros países. Integrou a chamada geração new wave do rock que durou cinco verões, entre 1983 e 1988. O new wave surgiu nos Estados Unidos no final dos anos 1970 e teve os grupos Blondie e Talking Heads como maiores expoentes. Só chegou ao Brasil no verão de 1983 com bandas como B-52's, Devo, General Public, entre outras. Com o sucesso, o grupo Absyntho foi a praticamente todos os programas de televisão da época, entre eles, Cassino do Chacrinha, Globo de Ouro, Programa Raul Gil, Barros de Alencar e Bolinha. Nessa época (anos 1980), os conjuntos musicais no Brasil tocavam músicas com letras ingênuas.
Depois que a banda foi desfeita, em 1988, Sylvinho lançou o seu primeiro disco solo. Ele ainda nem tinha incorporado o "Blau Blau" no sobrenome artístico. A música "Medo Feroz" foi a faixa de trabalho do álbum "Topete" pela gravadora BMG e foi grande sucesso musical na época. O disco é bem produzido e se destaca pela participação especial do Lulu Santos na música que dá título ao disco, composta pelo próprio em parceria com Bernardo Vilhena. Entre os compositores também se encontram Lobão, Vinícius Cantuária, Ed Wilson e Evandro Mesquita, entre outros.
Em 1989, lançou um novo disco, que foi produzido por Marlene Matos (que foi empresária de Xuxa) e Michael Sullivan (parceiro de Paulo Massadas) para o selo Xuxa Discos-RGE. Em 1995, lançou o disco Trampolim pela gravadora Cedro Music em uma das primeiras experiências em música eletrônica, com o grande músico e arranjador Victor Chicri. Após uma temporada na Europa, gravou, no Brasil, em 1999, o disco Animal Faminto pela gravadora Indie Records, com músicas assinadas por Cassiano, Fernanda Abreu e outros artistas. Em 2000, posou nu para a revista Íntima, Ele já havia entrado para a Igreja Pentecostal de Nova Vida, mas a igreja não se opôs à decisão.
Sylvinho Blau-Blau entrou na história em 2001 como participante do mega festival Rock in Rio. Quando recebeu o convite, Sylvinho pensou em uma forma de se desvencilhar do Ursinho Blau Blau, personagem da sua música de maior sucesso, convidou o lendário roqueiro Serguei para se apresentarem juntos, no palco ele então rasgou o bicho de pelúcia, para dar um fim àquela história. A tentativa, no entanto, não deu certo, e os dois acabaram ovacionados e na primeira página de todos os jornais no dia seguinte.
Em 2012, integrou o elenco da quinta edição do reality show A Fazenda da Record TV. Foi o primeiro fazendeiro desta edição, escolhido pelo primeiro eliminado, Lui Mendes. Blau-Blau foi o terceiro eliminado de quinta edição com 81% dos votos.
Em 2013 realizou seu sonho de criança, cantar no réveillon de Copacabana, bairro onde nasceu e cresceu. Dividiu o palco Santa Clara com artistas como Beth Carvalho e a escola de samba Beija-Flor de Nilópolis.
Em 2014 participou da Copa do Mundo realizada no Brasil, cantando na praia de Copacabana no espaço FIFA Fan Fest.
Em 2017 participou, junto a sua esposa Ana Paula, do reality show Power Couple Brasil, exibido pela Record TV e apresentado por Roberto Justus. Após oito semanas de competições, ambos foram eliminados.
Em janeiro de 2023, foi concorrente da terceira temporada do The Masked Singer Brasil com a personagem "Suculento Laranjito", integrando o trio de mascarados "Os Suculentos" ao lado de Rosanah Fienngo e Patrícia Marx. O Trio foi eliminado no sexto programa da temporada em 26 de fevereiro de 2023.

## Vida pessoal
Criado em Copacabana, Sylvinho tem dois filhos, Maria Luiza e Antonio Luiz, frutos de seu enlace de 19 anos com Ana Paula de Lima Pereira, uma jornalista e ex-rainha do carnaval carioca.